# Revolução Nepalesa de 2006
A Revolução Nepalesa de 2006 ou Movimento Democrático de 2006 (em nepali:  लोकतन्त्र आन्दोलन, Loktantra Āndolan) é um nome dado às agitações políticas contra o governo direto e antidemocrático do rei Gyanendra do Nepal. O movimento também é às vezes referido como Jana Andolan II ("Movimento Popular"), o que implica ser uma segunda fase do Jana Andolan de 1990.
A greve geral de abril de 2006, que começou em 5 de abril em Katmandu e outras cidades do Nepal, foi provocada pelas forças políticas que se opunham (Aliança dos Sete Partidos) ao golpe do Rei Gyanendra.

## Histórico
Os rebeldes maoístas pediram um cessar-fogo no vale de Katmandu para permitir a realização de protestos pacíficos. Esta greve geral deu origem a várias manifestações, cuja repressão provocou pelo menos uma dezena de mortos. Um toque de recolher foi declarado pelo governo em 8 de abril e a polícia recebeu ordens para atirar em qualquer manifestante que visse. Apesar dessas medidas, as manifestações continuaram, enquanto as reivindicações dos opositores se tornaram mais radicais: muitos deles agora exigiam a abolição da monarquia e o estabelecimento de uma república.
Em 9 de abril, uma coalizão dos sete principais partidos políticos do país anunciou que pretendia continuar com os protestos até segunda ordem e pediu aos contribuintes que parassem de pagar seus impostos. O governo anunciou que pretendia intensificar as medidas que garantem o toque de recolher e acreditava que os rebeldes maoístas estavam na origem de todas as manifestações.
Na noite de segunda-feira, 24 de abril de 2006, dez minutos antes da meia-noite, o rei Gyanendra cedeu aos apelos das ruas. Na véspera de um comício popular, anunciou que restituía o poder ao Parlamento.

## Reinstituição do Parlamento
Em um discurso televisionado nacionalmente, o rei Gyanendra restabeleceu a antiga Câmara dos Representantes do Nepal em 24 de abril de 2006. O rei convocou a Aliança dos Sete Partidos a assumir a responsabilidade de levar a nação no caminho da unidade nacional e prosperidade, garantindo a paz permanente e salvaguardando a democracia multipartidária.
A reinstituição do Parlamento foi aceita pelo Aliança dos Sete Partidos, que declarou que Girija Prasad Koirala lideraria o novo governo. A aliança afirmou que o novo parlamento realizará eleições para um órgão que redigiria uma nova constituição.
A medida foi rejeitada pelos maoístas. Baburam Bhattarai afirmou que a mera restauração do parlamento não resolveria os problemas e que os rebeldes planejavam continuar lutando contra as forças do governo. Ainda exigiam a formação de uma Assembleia Constituinte e a abolição da monarquia.
Em 28 de abril, no entanto, os insurgentes maoístas responderam às demandas de Girija Prasad Koirala e anunciaram uma trégua unilateral de três meses na Guerra Civil Nepalesa. Além disso, em 1 de maio, Bhattarai anunciou que, se "as eleições [para uma Assembleia Constituinte] forem livres e justas, é preciso respeitar o resultado das eleições. Então é claro que acataremos o veredicto do povo." Isso foi visto como um grande passo à frente, pois mostrava os primeiros sinais de aceitação maoísta do processo democrático.
Em 2 de maio, Koirala anunciou o novo gabinete do governo, incluindo ele e três outros ministros do Congresso Nepalês: K.P. Sharma Oli do Partido Comunista do Nepal (Marxista-Leninista Unificado), Gopal Man Shrestha do Congresso Nepalês (Democrático) e Prabhu Narayan Chaudhari da Frente Esquerda Unida. Isto foi seguido em 12 de maio pela prisão de quatro ministros do governo monarquista deposto e uma investigação sobre supostas violações de direitos humanos pelo exército durante a Greve Geral.

### Lei de 18 de maio
O movimento mais dramático do governo pós-Loktantra Andolan veio em 18 de maio de 2006, quando o Parlamento votou por unanimidade para retirar do rei muitos de seus poderes. O projeto de lei incluiu:
- Colocar 90 mil soldados sob controle do parlamento;
- Imposição de um imposto sobre a família real e seus bens;
- Acabar com o Raj Parishad, um conselho consultivo real;
- Eliminar referências reais de títulos do exército e do governo;
- Declarar o Nepal como um país secular, não um reino hindu;
- Descartar o hino nacional até que um novo seja composto;
- Eliminar a posição do rei como o comandante supremo do exército.

A lei substitui a Constituição de 1990, redigida e elaborada na sequência do Jana Andolan e foi descrita como uma Magna Carta nepalesa. Segundo o primeiro-ministro Koirala, "Esta proclamação representa os sentimentos de todas as pessoas."
O dia 18 de maio já foi nomeado por alguns como o Dia Loktantrik (Dia da Democracia).
Embora a constituição tenha sido aceita, em 29 de maio de 2008, uma nova constituição foi votada pelo Parlamento nepalês, que declarou que a monarquia seria deposta e uma nova república parlamentar se tornaria a estrutura política nepalesa.